# Anolis australis
Anolis australis (південний кремезний аноліс) — вид ігуаноподібних ящірок родини анолісових (Dactyloidae). Ендемік острова Гаїті. Описаний у 2019 році.

## Поширення і екологія
Чорногорлі товсті аноліси мешкають на півострові Бараона та на південних схилах гір Сьєрра-де-Баоруко на крайньому півдні острова Гаїті. Вони живуть в тропічних лісах, на висоті від 1630 м над рівнем моря.